# Pachymorphinae
A Pachymorphinae a rovarok (Insecta) osztályának a botsáskák (Phasmatodea) rendjéhez, ezen belül a Diapheromeridae családjához tartozó alcsalád.

## Rendszerezés
Az alcsaládba az alábbi nemzetségek, nemek és fajok tartoznak:
- Gratidiini Cliquennois, 2004
  - Adelungella
  - Burria
  - Clonaria
  - Gharianus
  - Gratidiinilobus
  - Ladakhomorpha
  - Leptynia
  - Linocerus
  - Macellina
  - Maransis
  - Paragongylopus
    - Paragongylopus sinensis

  - Phthoa
  - Pijnackeria
  - Sceptrophasma
  - Zangphasma
  - Zehntneria
  - Wattenwylia
- Hemipachymorphini
  - Hemipachymorpha
  - Pseudopromachus
  - Spinotectarchus
    - Spinotectarchus acornutus

  - Tectarchus
    - Tectarchus diversus
- Pachymorphini
  - Acanthoderus
  - Asteliaphasma
  - Micrarchus
  - Miniphasma
  - Niveaphasma
    - Niveaphasma annulata - szinonimája: Pachymorpha annulata

  - Pachymorpha